# Какумяэ (залив)
Залив Ка́кумяэ (эст. Kakumäe laht) — залив в уезде Харьюмаа, Эстония. Один из водоёмов Таллинского залива.
Находится между полуостровами Какумяэ на востоке и Суурупи на западе. На берегу залива расположены таллинский район Хааберсти, посёлок Табасалу, деревни Ильманду, Раннамыйза и Тискре.
Площадь водного зеркала — 1340 га.
На юго-западном побережье залива находится клиф Раннамыйза (относится к природоохранной зоне Раннамыйза), в его восточной части — клиф Какумяэ.
В залив впадают ручей Тискре (Tiskre oja) и канал Апаметса (Apametsa peakraav, Apa kraav).

## Галерея

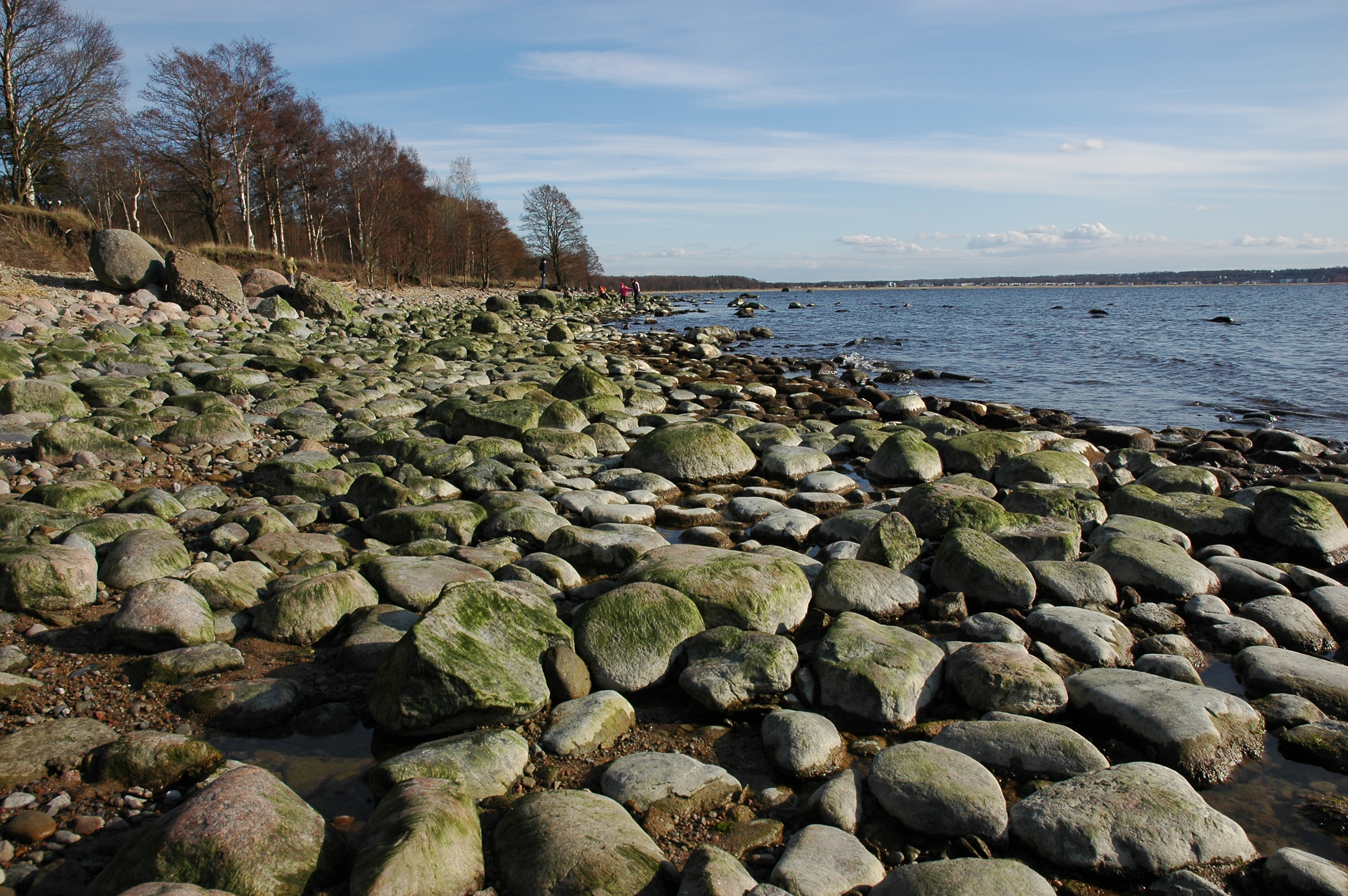
На побережье залива Какумяэ
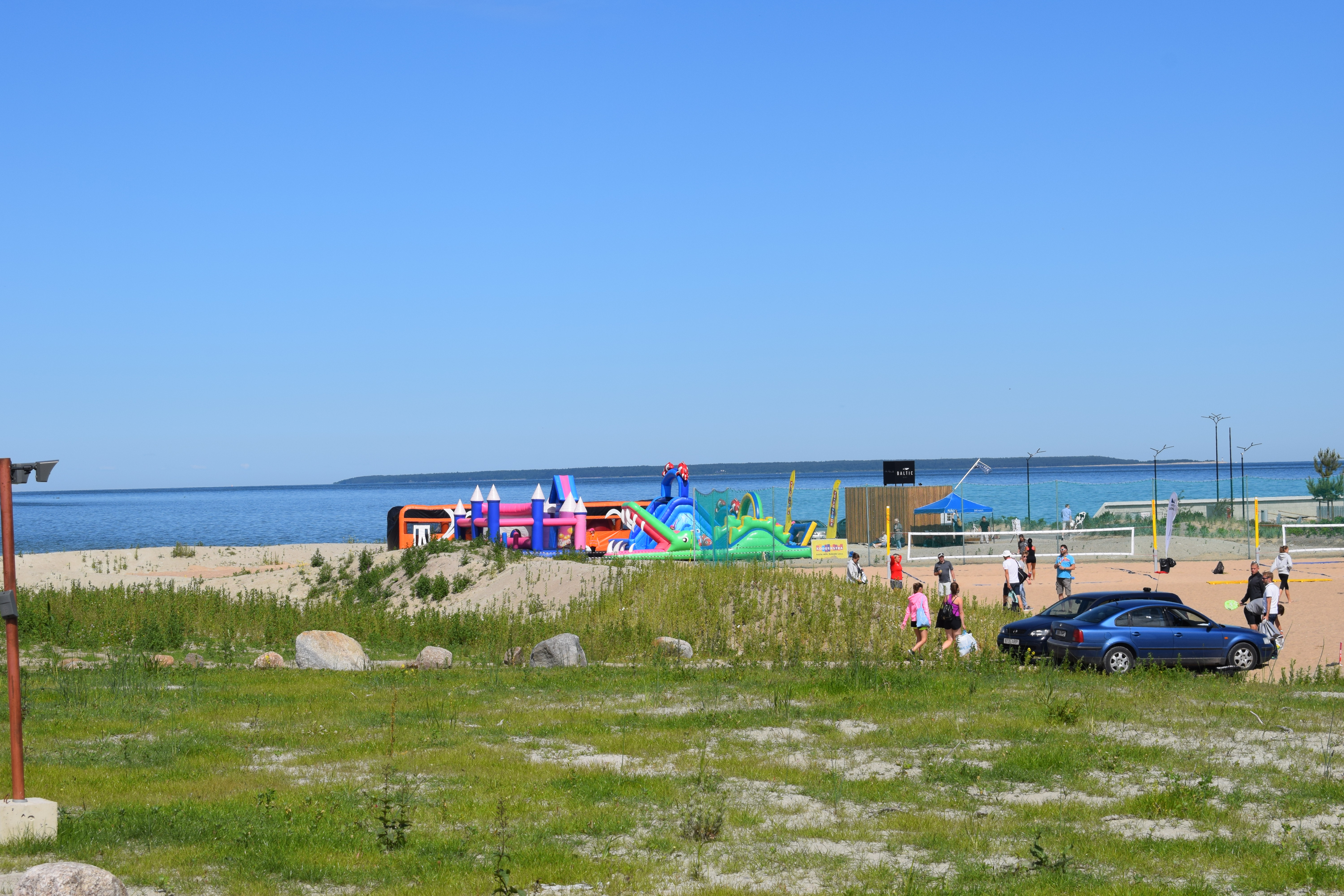
Пляж Какумяэ
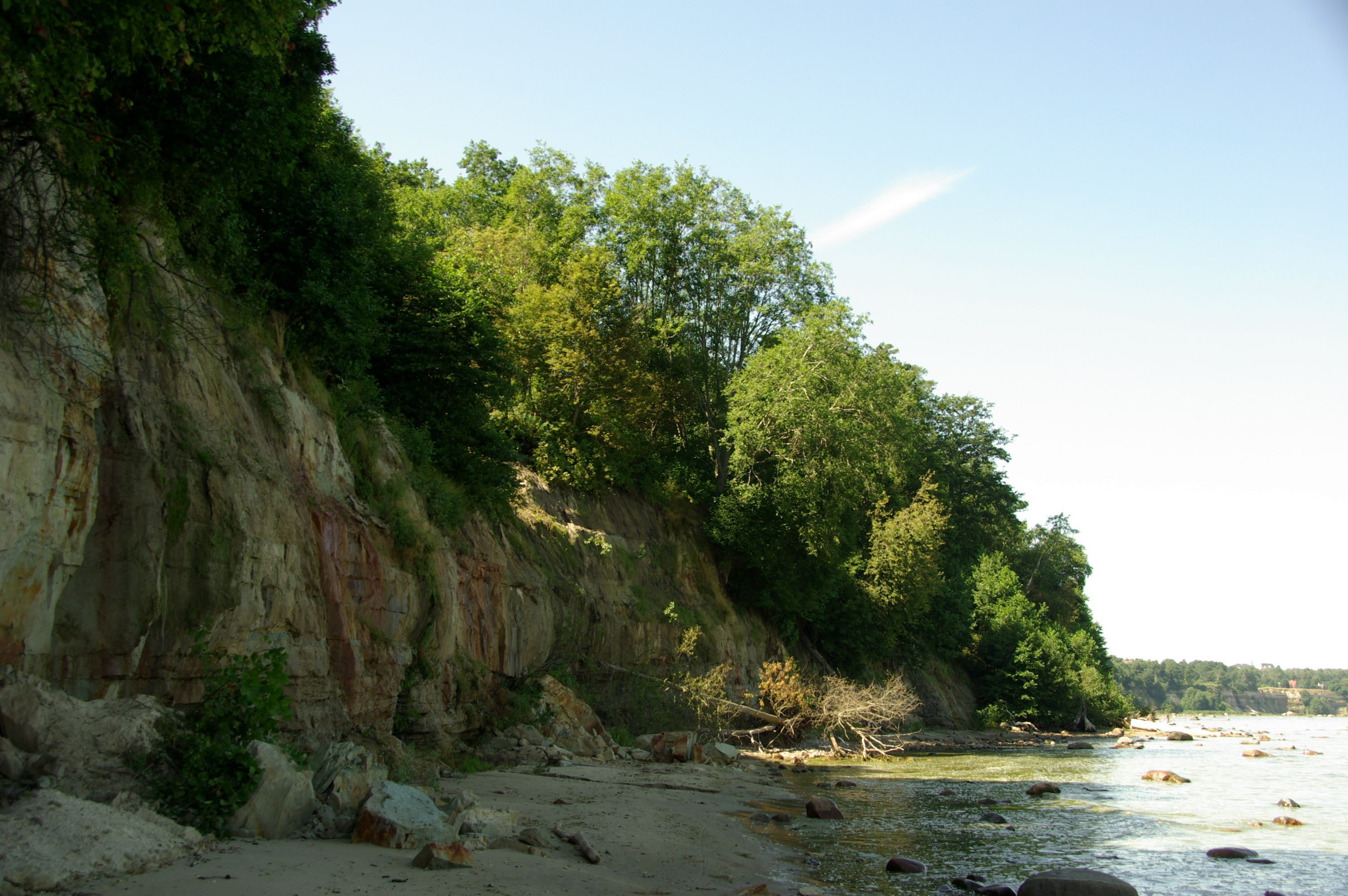
Клиф Раннамыйза
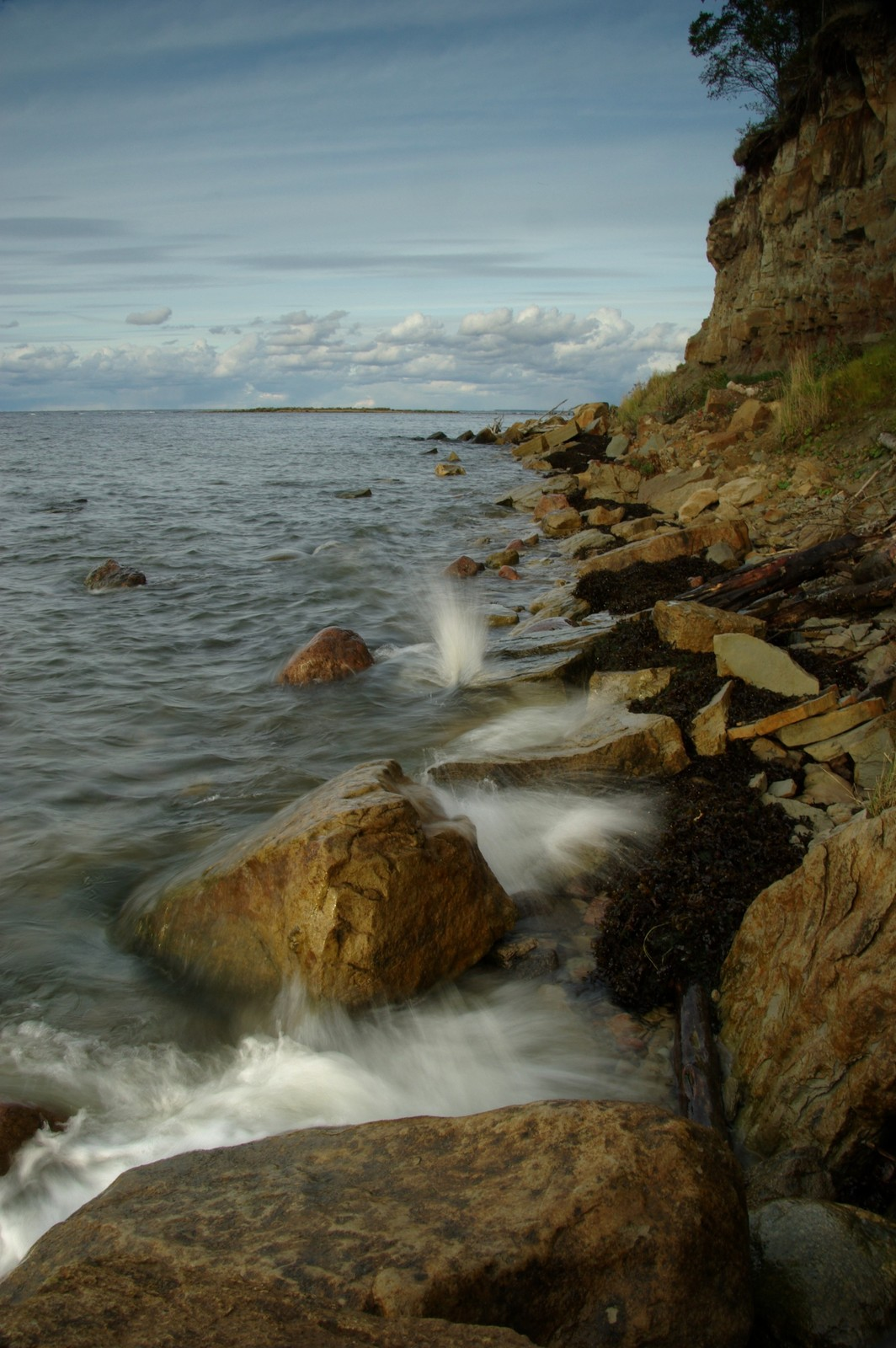
Клиф Какумяэ